# Вулиця Підгаєцька (Бучач)

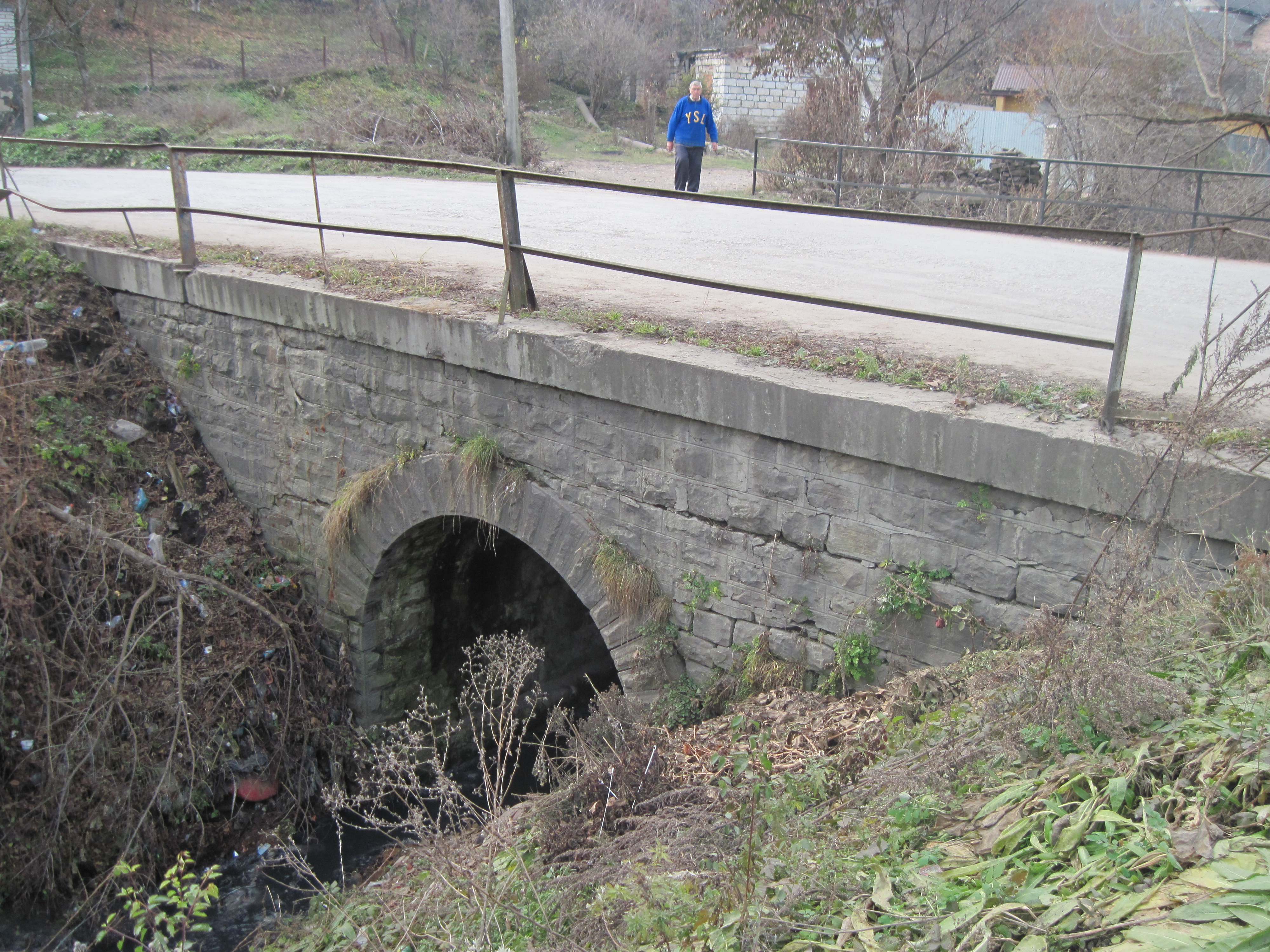
«Австрійський» старий міст

Вулиця Підгаєцька — одна з основних вулиць міста Бучача на Тернопільщині. Починається в центрі міста, від теперішньої площі Ринок, пролягає через усе колишнє приміське село Нагірянку, закінчується поблизу меж міста, де її проїзна частина виходить на автошлях Т 2006.

## Історія
Вулиця отримала свою назву через те, що нею пролягала дорога до міста Підгайці.
Раніше між Підгаєцькою та теперішньою вулицею Святого Миколая був місток.
2 травня 1855 року о 3-й годині по обіді була потужна злива, стрімка вода потоку (з Нагірянки) зруйнувала млини, місток між старим та новим містом (збереглися залишки, які видно з вул. Підгаєцької трохи вище церкви святого Миколая), будинки, крамниці.
Радянська назва — 17 вересня.
На вулиці нацистами було організоване Бучацьке ґетто.

## Цікавинки
- Біля вулиці бере початок Бучацький тунель;
- Старий «австрійський» місток через потічок.

## Забудова
- в межах старого Бучача є кілька 2-поверхових будинків, кілька особняків;
- у межах Нагірянки — приватні помешкання;
- Каплиця.

## Транспорт
Дорожнє покриття на вулиці — асфальт (іноді з-під нього видно безформенну бруківку). Рух на вулиці від Площі Ринок до перехрестя з вулицею Торговою односторонній, після цього перехрестя — двосторонній.